# Baby Folies
Baby Follies (en español Locuras de Bebés y en Latinoamérica Baby Follies) fue una serie animada francesa, emitida por C2A y France 2, cocreada por Serge Rosenzweig y Claude Prothee. Fue filmada en formato 52 x 13'. La realización estuvo a cargo de Denis Olivieri y contando con la música de Gérald Olivieri y Xavier Cobo. Otros créditos corren a cargo de Antoine Maestrati como productor ejecutivo.
Asimismo, contó con la colaboración del Centre national du cinéma y el Canal+, el apoyo financiero del Ministerio de Educación Nacional de Francia así como del Ministerio de la Cultura.
En Chile se transmitió por TV Abierta: Chilevisión en el año 1995, Canal 13 en 1998 y La Red en 1999 hasta el 2000. En TV Cable transmitió el canal The Fun Channel a finales de 1990 hasta el año 2000, año del cierre del canal.
En Perú lo pasaban canal 5 Panamericana TV en 1996-2001, en el canal 4 America TV en 1997 y por un tiempo lo pasó el canal 9 ATV en los 90s también, por cable lo pasaron en Fox Kids hasta principios del los 2000s. 

## Sinopsis
Serie de TV (1993-1994). 52 episodios. Ciudad Bebé es la ciudad donde los bebés viven aventuras antes de que las cigüeñas vengan a llevárselos al mundo de los adultos.

### Personajes
- Bogard: Detective con gabardina, enemigo de Scrogneugneu y amor secreto de Bebé Lauren. Siempre sueña con llevar a esta última sobre su triciclo y deshacerse de su chupón. Es una clara alusión al personaje de Humprey Bogart en su película Casablanca.

- Scrogneugneu: Científico loco cuyo fin primordial es convertirse en el "Papá Noel en lugar de Papá Noel". Se trata de un antinguo ayudante que fabricaba juguetes en el taller de Papa Noel, pero fue despedido al robar para sí mismo los juguetes que fabricaba.

- Baby Papone: Es el jefe de la mafia de los bebés. Usa un sombrero alto y tiene un determinado acento.

- Los Galopines: Pequeños ayudantes al servicio de Baby Papone.

- Baby Crooner: Pianista en el Milk Bar.

- Executive Baby: Empresaria, Gerente de la tienda de juguetes y caramelos.

- Baby Lauren: Bebé "lolita" del grupo.

- Baby Amadéus: Prodigio musical

- Baby Alcalde: Alcalde de ciudad bebe.

Santa Claus / Papa Noél: Es el supervisor de Ciudad Bebé el cual el alcalde se reporta regulamente. Es el único personaje grande visto en la serie.
Entre otros.

## Reparto
- Marine Boiron
- Jean-Pierre Denys
- Antoine Doignon
- Jean-Claude Donda
- Pierre Laurent como Al Papone
- Marie-Christine Robert

## Tema musical
La versión original en francés fue interpretada por Samantha Olivieri y compuesta por Richard de Bordeaux. A continuación se presenta la versión en español para Latinoamérica de dicho tema:
Ba-Ba-Ba-¡Baby! ¡Baby Follies!
Baby Follies woo-oh-oh
Ba-Ba-Ba-¡Baby!
Baby Follies woo-oh-oh
Ba-Ba-Ba-¡Baby!
¡Baby-y-y-y! ¡Baby Follies!
Nos gusta pasarlo bien
Pero también nos gusta el amor
No tenemos temperamento para decir "agoo"
Ser bebé
No es como se dice
Con "Ciudad Bebé", me voy a divertir
Baby Follies woo-oh-oh
Ba-Ba-Ba-¡Baby!
Baby Follies woo-oh-oh
Ba-Ba-Ba-¡Baby!
¡Baby-y-y-y! ¡Baby Follies!
Los bebés a la antigua
Se acabaron hace tiempo
Mucho "agoo" y poca acción
Sin el chupete soy feliz
Ser bebé
No es como se dice
Con "Ciudad Bebé", me voy a divertir
Baby Follies woo-oh-oh
Ba-Ba-Ba-¡Baby!
Baby Follies woo-oh-oh
Ba-Ba-Ba-¡Baby!
Baby Follies woo-oh-oh
Ba-Ba-Ba-¡Baby!
¡Baby-y-y-y! ¡Baby Follies!

## Episodios
1. Tétine de la fortune
2. Scrutin pour un galopin
3. Nounours connection
4. Concerto pour un canard
5. Bebé Sigmund es un genio
6. Love stories à Baby City
7. De l'eau dans le lolo
8. L'émeute de Noël
9. Bebé Albert y Mister Lolo
10. El regreso de bebé Diogène
11. El mundial de Baby City
12. Le Bébé crooner show
13. Mystère Mystère et boule de Noël
14. Opération pâté de nuage
15. Bébé Boggy blues
16. La malédiction du démon vert
17. Viva el deporte
18. Ouragan sur Super Biberon
19. La infancia del arte
20. Air Biberon
21. Baby Air Force
22. Trop poli pour être Papone
23. Promotion sur les bébés
24. Tétine en orbite
25. Un nounours dans le tiroir
26. Uppercut premier âge
27. La noche de los bebés de oro
28. Les bébés s'en vont en guerre
29. Super héros à la pelle
30. Réquisition en chaîne
31. Bébé Narque va trop loin
32. El gran desfile
33. Coup de tête pour Hyper Baby
34. Dow Jones Junio à la baisse
35. Brelan de galopins
36. Règlement de comptes à Hochet Baby
37. Bébé Emile met dans le mille
38. 100.000 tétines au soleil
39. Aux urnes les bébés
40. El gran rally de Baby City
41. Nounours Kong
42. La fièvre monte à Baby City
43. Bebés voladores no identificados
44. Bébé Jedi et Arrheu D2
45. Baby Lauren, star dans le vent
46. Dure, dure, la vie de star
47. Lolautoroute à péage
48. Les grands travaux
49. Toujours prêt mon bébé
50. Couches dirigeantes dans la tourmente
51. La medalla
52. Le procès de Srogneugneu